# Henrik Dam
Carl Peter Henrik Dam (Copenhaguen, Dinamarca 1895 - íd. 1976) fou un metge, bioquímic i professor universitari danès guardonat amb el Premi Nobel de Medicina o Fisiologia l'any 1943.

## Biografia
Va néixer el 21 de febrer de 1895 a la ciutat de Copenhaguen. Va estudiar medicina a l'Institut Politècnic de Copenhaguen, on es va graduar l'any 1920, i posteriorment va exercir la docència en aquesta ciutat fins al 1939. L'any 1940 es va traslladar als Estats Units, on fou professor de la Universitat de Rochester entre 1942 i 1945. El 1946 va retornar al seu país, on va ser professor de bioquímica i nutrició a l'Institut Politècnic fins al 1965.
Va morir el 12 d'abril de 1976 a la seva residència de Copenhaguen.

## Recerca científica
Interessat en la nutrició va observar que pollastres alimentats amb dietes mancades de greixos sofrien un retard en la coagulació de la sang i brots hemorràgics, especialment en superfícies musculars i subcutànies. Posteriorment va demostrar que aquest defecte en la coagulabilitat de la sang no es devia a baixes concentracions de fibrinogen (F I), calci (F IV) i tromboplastina (F III), sinó a un baix nivell de protrombina (F II). Investigant a la recerca d'una substància liposoluble necessària per a la coagulació de la sang, va descobrir una a les fulles verdes de les plantes, que va anomenar vitamina K.
L'any 1943 va ser guardonat amb el Premi Nobel de Medicina o Fisiologia, compartit amb Edward Doisy, pels seus treballs en l'obtenció de la vitamina K i la seva estructura.